# Score! World Goals
Score! World Goals est un jeu vidéo sur le thème du football, sorti le 15 mai 2012 par First Touch Games. Le jeu est disponible pour iOS et Android. Il a remporté le TIGA Award 2012 du meilleur jeu casual de 2012.

## Gameplay
Le jeu consiste à faire glisser l'écran pour marquer des buts dans de vrais matchs de football. Lorsque l'écran est balayé, le joueur donne un coup de pied ou une passe. La version 2.72, présente 1 140 buts réels marqués dans le monde entier au cours de différentes décennies. Le jeu comporte des "packs", qui contiennent des buts d'un championnat ou d'une compétition particulière, avec 20 de chaque pack pour chacun des trois niveaux de difficulté. Les deux premiers niveaux de difficulté sont pratiquement identiques, mais le troisième niveau de difficulté, le niveau Bonus, a été modifié d'une manière ou d'une autre pour rendre le jeu un peu plus difficile ou plus fin,.
La précédente mise à jour du jeu s'appelait Score! Classic Goals. Le jeu propose également un défi quotidien, où les joueurs doivent marquer un but de leur choix sur chacun des trois niveaux de difficulté. Le jeu peut également être joué en mode multijoueur. 

## Réception
Le jeu Score! Classic Goals a un score Metacritic de 86% sur la base de 8 critiques.
AppSpy a déclaré : « Pour les fans de football et ceux qui cherchent un moyen de passer le temps, Score! Classic Goals vous attire par sa simplicité et vous plonge rapidement dans l'atmosphère et l'excitation de certains des buts les plus célèbres de ce sport ». PocletGamerUK a écrit « Score! Classic Goals est une idée fantastique, exécutée à merveille. Pourquoi personne n'y a pensé plus tôt ? ». TouchArcade a déclaré : « A posséder absolument, Score! Classic Goals est une lettre d'amour au football ». 148Apps : « Il s'agit essentiellement d'un jeu de réflexion sur le thème du football. Il s'agit de trouver le meilleur chemin à prendre et de bien aligner les tirs. S'il n'est pas possible de s'écarter du plan initial, il faut tout de même tenir compte de certaines caractéristiques physiques importantes. Le déblocage du mode Pro renforce cela car il prend en compte la vitesse de tracé des lignes, ce qui peut tout changer ». TouchGen a déclaré : « Score! Classic Goals est l'un de ces jeux que je veux que tout le monde essaie, que vous soyez un fan inconditionnel de football ou un simple joueur. Bien sûr, les détracteurs ne l'aimeront pas, mais je ne voudrais pas non plus qu'ils s'approchent de ce jeu, car ils le souilleraient de négativité ». Multiplayer.it a déclaré : « Score! Classic Goals est une version originale et agréable du genre footballistique qui ne parvient pas à être vraiment génial en raison d'une forte répétitivité et de quelques problèmes de conception du jeu ». VideoGamer a écrit : « L'excellente présentation du jeu - il ressemble à l'un de ces magazines de football que vos amis (ou vous-même, peut-être) achetaient quand vous étiez enfant - et sa nature réactive et tactile font de ce jeu un plaisir simple et percutant. Je n'ai peut-être aucune idée de ce qui constitue un but classique, mais il est impossible de ne pas remarquer que Score! est un jeu de qualité ».

### Note
1. ↑  Juin 2015.